# Miejsce zamieszkania
Miejsce zamieszkania – w polskim prawie cywilnym miejscowość, w której osoba fizyczna przebywa z zamiarem stałego pobytu (art. 25 KC). Należy rozróżnić pojęcie miejsca zamieszkania od pojęcia zameldowania w miejscu pobytu stałego lub czasowego jako czynności z zakresu polskiego prawa administracyjnego.
Wskazuje się, że występujące w poszczególnych przepisach pojęcie miejsca zamieszkania należy niekiedy rozumieć w sposób odbiegający od treści art. 25 kodeksu cywilnego, gdyż w niektórych przypadkach pojęciem miejsca zamieszkania ustawodawca objął adres zamieszkania, a nie tylko oznaczoną miejscowość. Chodzi wówczas o oznaczenie konkretnego lokalu mieszkalnego poprzez wskazanie nazwy ulicy (jeśli w miejscowości są ulice), numeru domu i mieszkania. Określając miejsce zamieszkania, często podaje się także nazwę województwa, w którym miejscowość jest położona.
Definicja miejsca zamieszkania zawarta w art. 25 KC obejmuje dwa elementy: fakt fizycznego przebywania w danej miejscowości (corpus) oraz wolę przebywania w niej (animus). Faktyczne przebywanie w danej miejscowości jest elementem zewnętrznym, zwanym też obiektywnym, natomiast zamiar stałego w niej pobytu to element wewnętrzny, zwany też subiektywnym. Zamiar stałego pobytu w danej miejscowości należy oceniać w sposób zobiektywizowany. Musi wiązać się z tym, że miejsce to stało się ośrodkiem życia codziennego osoby fizycznej, w którym skoncentrowane są jej plany życiowe. Dane miejsce nie traci przymiotu miejsca zamieszkania wskutek dłuższego lub krótszego oddalenia się z niego, pod warunkiem, że osoba nie traci rzeczywistego związku z miejscem. 
Miejscem zamieszkania dziecka pozostającego pod władzą rodzicielską jest miejsce zamieszkania rodziców, bądź tego z rodziców, któremu wyłącznie przysługuje władza rodzicielska lub któremu powierzono wykonywanie władzy rodzicielskiej. Jeśli rodzice mieszkają osobno, a prawa rodzicielskie przysługują obojgu rodzicom, miejscem zamieszkania dziecka jest miejsce zamieszkania tego z rodziców, u którego dziecko stale przebywa. W przypadku gdy dziecko nie przebywa stale u żadnego z rodziców, jego miejsce zamieszkania określa sąd opiekuńczy.
Miejscem zamieszkania osoby pozostającej pod opieką ze względu na ubezwłasnowolnienie jest miejsce zamieszkania opiekuna.
Można mieć tylko jedno miejsce zamieszkania.
Jak wynika z wyroku Sądu Najwyższego z dnia 7 czerwca 1983 r. w sprawie II UR 4/84, nie stanowi o miejscu zamieszkania w rozumieniu art. 25 KC występowanie jednej tylko przesłanki, polegającej na samym tylko zamieszkiwaniu w sensie fizycznym, jednakże bez zamiaru stałego pobytu, chociażby zamieszkiwanie trwało przez dłuższy czas (na przykład w związku z wykonywaniem pracy czy też studiowaniem w innej miejscowości). 